# Ryū Ryū Ko
Ryū Ryū Ko (Ryū Ryū Ko?, ルールーコウ, Rū Rū Kou; Fujian, 1852 – Fujian, 1930) è stato un maestro di karate giapponese.

## Biografia
Noto anche come Ryuko, Ryuru Ko, Ru Ru Ko, Liu Liu Gung, Liu Liu Ko, To Ru Ko, fu un insegnante di Boxe della Gru Bianca, famoso per aver insegnato a molti fondatori di stili di karate, come Norisato Nakaima e Higashionna. Il kata Sanchin, insegnato nel Gōjū-ryū ed in altri stili, fu insegnato originariamente da Ryū Ryū Ko.
Anche se Ryū Ryū Ko venne maggiormente riconosciuto dai suoi numerosi allievi Okinwesi , viene generalmente identificato, basandosi sulla ricerca di Tokashiki Iken, come Xie Zhongxiang (o Wai Shinzan oppure ancora Wai Xinxian), nato a Changle, Fujian, originario di una famiglia nobile che perse il proprio status a seguito di un tumulto politico scoppiato all'epoca. Apparteneva alla prima generazione di maestri di Míng hè quán (鳴鶴拳, Pugilato della Gru Strepitante), che imparò dal suo maestro Kwan Pang Yuiba (che a sua volta era studente di Fāng Qīniáng, fondatore dello stile della Gru Bianca),  basato più generalmente sullo stile del suo insegnante: la Gru Bianca. Egli celò il suo nome e la sua discendenza aristocratica, assumendo il nome di Ryu Ryu Ko, sotto il quale lavorò. Iniziò ad insegnare le arti marziali presso la sua abitazione ad un piccolo gruppo di allievi, fra i quali compariva anche Higaonna Kanryō, che stette con Ryu Ryu Ko dal 1867 al 1881. 